# Bacolod (Lanao do Norte)
Bacolod é um município de  quarta classe de renda municipal (d) na província Lanao do Norte, nas Filipinas. De acordo com o censo de 1 de maio  de  2020 possui uma população de 24 367 pessoas e 6 110 domicílios.